# Scottish Challenge Cup 2014-2015
La Scottish Challenge Cup 2014-2015 (denominata Petrofac Training Cup per motivi di sponsorizzazione) è la 24ª edizione della Scottish Challenge Cup.
La competizione è stata vinta dal Livingston che in finale ha battuto l'Alloa Athletic per 4-0.

## Calendario
| Turno            | Date              | Partite | Eliminazioni |
| ---------------- | ----------------- | ------- | ------------ |
| Primo turno      | 26 luglio 2014    | 16      | 32 → 16      |
| Secondo turno    | 19-20 agosto 2014 | 8       | 16 → 8       |
| Quarti di finale | 6 settembre 2014  | 4       | 8 → 4        |
| Semifinali       | 12 ottobre 2014   | 2       | 4 → 2        |
| Finale           | 5 aprile 2015     | 1       | 2 → 1        |

## Squadre
Partecipano alla competizione 32 squadre. Di queste, 30 appartengono ai campionati professionistici inferiori alla Scottish Premier League, le altre due provengono dai campionati semi-professionistici:
- I 10 club di Scottish Championship

-  Alloa Athletic
-  Cowdenbeath
-  Dumbarton
-  Falkirk
-  Hearts

-  Hibernian
-  Livingston
-  Queen of the South
-  Raith Rovers
-  Rangers

- I 10 club della Scottish League One

-  Airdrieonians
-  Ayr Utd
-  Brechin City
-  Dunfermline
-  Forfar Athletic

-  Greenock Morton
-  Peterhead
-  Stenhousemuir
-  Stirling Albion
-  Stranraer

- I 10 club della Scottish League Two

-  Albion Rovers
-  Annan Athletic
-  Arbroath
-  Berwick Rangers
-  Clyde

-  East Fife
-  East Stirlingshire
-  Elgin City
-  Montrose
-  Queen's Park

- I campioni della Highland Football League

-  Brora Rangers

- I campioni della Lowland Football League

-  Spartans

Tutte le squadre disputano gli incontri a partire dal primo turno. Durante i primi due turni le squadre vengono divise in due gruppi su base territoriale (Nord e Sud).

## Risultati

### Primo turno
Nord
| Squadra 1          | Risultato | Squadra 2       |
| ------------------ | --------- | --------------- |
| 26 luglio 2014     |           |                 |
| Arbroath           | 1 - 4     | Alloa Athletic  |
| Brora Rangers      | 3 - 1     | Stenhousemuir   |
| Cowdenbeath        | 1 - 3     | Brechin City    |
| East Fife          | 2 - 1     | Forfar Athletic |
| East Stirlingshire | 1 - 7     | Falkirk         |
| Elgin City         | 0 - 3     | Stirling Albion |
| Montrose           | 0 - 3     | Peterhead       |
| 5 agosto 2014      |           |                 |
| Dunfermline        | 1 - 0     | Raith Rovers    |

Sud
| Squadra 1          | Risultato       | Squadra 2       |
| ------------------ | --------------- | --------------- |
| 25 luglio 2014     |                 |                 |
| Queen's Park       | 1 - 1 (3-4 dcr) | Berwick Rangers |
| 26 luglio 2014     |                 |                 |
| Airdrieonians      | 2 - 2 (2-4 dcr) | Albion Rovers   |
| Clyde              | 2 - 0           | Ayr Utd         |
| Hearts             | 3 - 1           | Annan Athletic  |
| Greenock Morton    | 1 - 0           | Spartans        |
| Queen of the South | 3 - 4           | Livingston      |
| Stranraer          | 3 - 2           | Dumbarton       |
| 5 agosto 2014      |                 |                 |
| Rangers            | 2 - 1           | Hibernian       |

### Secondo turno
Nord
| Squadra 1       | Risultato | Squadra 2      |
| --------------- | --------- | -------------- |
| 19 agosto 2014  |           |                |
| Brora Rangers   | 2 - 3     | East Fife      |
| Dunfermline     | 1 - 2     | Falkirk        |
| Stirling Albion | 1 - 2     | Alloa Athletic |
| Brechin City    | 0 - 2     | Peterhead      |

Sud
| Squadra 1       | Risultato | Squadra 2       |
| --------------- | --------- | --------------- |
| 18 agosto 2014  |           |                 |
| Rangers         | 8 - 1     | Clyde           |
| 19 agosto 2014  |           |                 |
| Greenock Morton | 5 - 2     | Berwick Rangers |
| Stranraer       | 2 - 1     | Albion Rovers   |
| 20 agosto 2014  |           |                 |
| Livingston      | 4 - 1     | Hearts          |

### Quarti di finale
| Squadra 1        | Risultato | Squadra 2      |
| ---------------- | --------- | -------------- |
| 6 settembre 2014 |           |                |
| Greenock Morton  | 0 – 1     | Alloa Athletic |
| Peterhead        | 0 – 1     | Livingston     |
| Stranraer        | 4 – 0     | Falkirk        |
| 21 ottobre 2014  |           |                |
| East Fife        | 0 - 2     | Rangers        |

### Semifinali
| Squadra 1       | Risultato       | Squadra 2 |
| --------------- | --------------- | --------- |
| 12 ottobre 2014 |                 |           |
| Livingston      | 1 – 1 (5-4 dcr) | Stranraer |
| 3 dicembre 2014 |                 |           |
| Alloa Athletic  | 3 - 2           | Rangers   |

### Finale
| Squadra 1     | Risultato | Squadra 2      |
| ------------- | --------- | -------------- |
| 5 aprile 2014 |           |                |
| Livingston    | 4 – 0     | Alloa Athletic |

| Arbitro: | John Beaton |

|                                          |           |  |
| Pittman 21’ Fordyce 61’ White 86’, 90+2’ | Marcatori |  |